# モウニー・ロイ
モウニー・ロイ（Mouni Roy、1985年9月28日 - ）は、インドのヒンディー語映画、テレビドラマで活動する女優。2006年に『Kyunki Saas Bhi Kabhi Bahu Thi』で女優デビューし、『Naagin』への出演により、テレビ女優としての人気を確立した。これまでに国際インド映画アカデミー賞、インド・テレビジョン・アカデミー賞を受賞し、フィルムフェア賞にもノミネートされている。
2011年に『Hero Hitler in Love』で映画デビューし、2018年の『Gold』ではフィルムフェア賞 新人女優賞にノミネートされた。2022年に『ブラフマーストラ』で批評家から演技を高く評価され、フィルムフェア賞 助演女優賞にノミネートされ、国際インド映画アカデミー賞 助演女優賞を受賞した。

## 生い立ち
西ベンガル州クーチ・ビハールの出身で、1985年9月28日にラージバンシ人家庭に生まれる。祖父のシェーカル・チャンドラはジャトラで活動するアーティストとして知られ、母のムクティも舞台女優として活動し、父のアニル・ロイは西ベンガル州政府の職員を務めていた。彼女はケンドリヤ・ヴィディヤラーヤ・サンガタンで教育を受けた後、デリーに移住した。
デリーに移住したモウニーは両親の勧めでジャミア・ミリア・イスラミアに進学してコミュニケーション学を専攻するが、女優の道に進むため中退し、ヒンディー語映画の拠点があるムンバイに移住した。彼女は幼少期から演劇に興味があり、マドゥバーラー、マドゥリ・ディークシット、ワヒーダー・ラフマーンに憧れを抱いていた。
2022年1月27日、3年間交際していたドバイの実業家スーラジ・ナンビアルと結婚し、ゴア州パナジで結婚式を挙げた。

## キャリア

### 2006年 - 2010年
2006年にエクター・カプールのテレビシリーズ『Kyunki Saas Bhi Kabhi Bahu Thi』で女優デビューし、プルキット・サムラート、アーカーシュディープ・サイガルと共演した。また、ダンス・リアリティ番組『Zara Nachke Dikha』に出演して優勝し、2007年には『Kasturi』に出演した。2008年には『Pati Patni Aur Woh』、2010年には『Do Saheliyaan... Kismat Ki Kathputaliyaan』に出演している。

### 2011年 - 2017年
2011年にパンジャーブ語映画『Hero Hitler in Love』で映画デビューした。また、2011年から2014年にかけて放送されたテレビシリーズ『Devon Ke Dev...Mahadev』でサティー役を演じ、知名度を上げた。2013年に『Junoon – Aisi Nafrat Toh Kaisa Ishq』でアーディティヤ・レディジと共演し、2014年には『Jhalak Dikhhla Jaa』の第7シーズンに出演した。
2015年にエクター・カプールの『Naagin』で主要キャストに起用され、同シリーズがTRPチャートのトップにランクインしたことで、モウニーは海外でも名前を知られるようになった。また、ダンスリアリティ番組『So You Think You Can Dance』では司会を務め、『Naagin』の第2シーズンでは二役を演じている。『Naagin』ではアルジュン・ビジュラニ（第1シーズン）、カランヴィル・ボーラ（第2シーズン）との演技の掛け合いが高い評価を受け、インドを代表するテレビ女優の地位を確立した。2016年にはアニメ映画『Mahayoddha Rama』でシーター役の声優を務め、『Tum Bin 2』の挿入曲「Ki Kariye Nachna Aaonda Nahin」のシーンに出演している。

### 2018年 - 現在

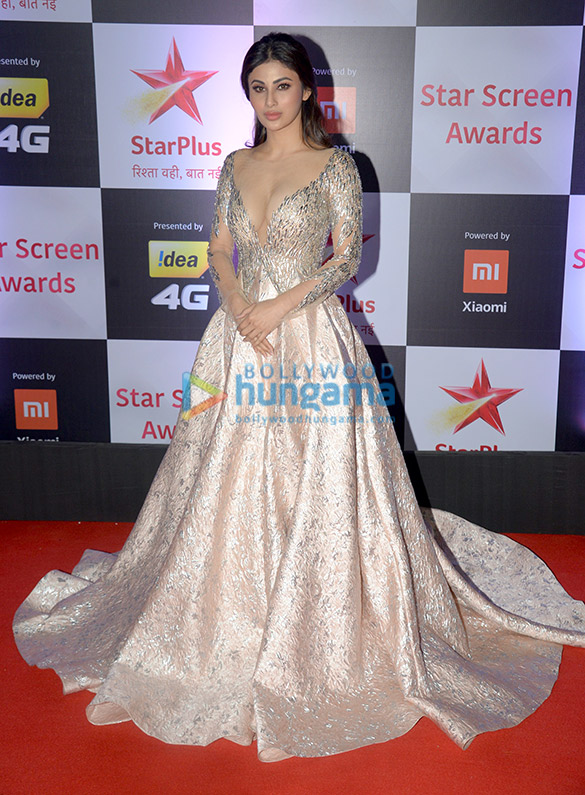
スター・スクリーン・アワード授賞式に出席するモウニー・ロイ（2018年）

2018年にリーマー・カーグティーの『Gold』でアクシャイ・クマールと共演し、ヒンディー語映画デビューした。モウニーの演技は高い評価を受け、ヒンドゥスタン・タイムズは「アクシャイの妻モノビナ役を演じたモウニー・ロイは、気まぐれとチャーミングが上手く混ざり合っている。ベンガル語を話す彼女は、この映画に極上の何かをもたらしてくれた」、アジアン・エイジのスパルナ・シャルマは「彼女が演じたモノビナという役柄は、パンジャーブ人の男女が、ベンガル人の既婚女性というフェティッシュな幻想から生み出されたもので、活発で口うるさいが、同時にセクシーで情熱的でもある」と批評している。同作は興行収入15億ルピーを記録する成功を収め、南アラビアで上映された最初のインド映画となった。同年12月には『K.G.F: CHAPTER 1』の挿入曲「Gali Gali」でアイテム・ナンバーとして出演している。
2019年に『Naagin』の最終シーズンにカメオ出演し、同年4月に『Romeo Akbar Walter』でジョン・エイブラハム、ジャッキー・シュロフと共演した。モウニーはRAWのスパイ役を演じ、ボリウッド・ハンガマからは「彼女は健闘したが、そのキャラクターは生殺し状態になっている」、ニューデリー・テレビジョンのサイバル・チャテルジーからは「主人公の同僚であり最愛の人として起用されたモウニー・ロイは、時折登場しては忘れ去られる存在になっている」と批評された。『Romeo Akbar Walter』は興行的に失敗している。同年10月には『Made in China』に出演し、役作りのためにグジャラート語を学んだ。インディア・トゥデイはモウニーの演技について、「演じたのは小さな役だが、モウニーは大きな力を発揮し、この映画のスクリーンタイムを全て自分のものにしている」と批評している。
2020年に出演した『London Confidential』では妊娠中のRAWスパイを演じ、OTT長編作品デビューした。同作は批評家からの評価は芳しくなかったが、モウニーの演技は高い評価を得ており、Rediff.comからは「モウニー・ロイは確固たる信念を持って自分の役を演じ、『Gold』や『Made in China』とは異なるアバターを演じている」と批評されている。2022年にはダンス番組『Dance India Dance』の第5シーズンで審査員を務めた。このほか、ナワーズッディーン・シッディーキー主演の『Bole Chudiyan』に出演する予定だったが、製作サイドとの意見対立が原因で降板している。同年9月にはアヤーン・ムカルジーの『ブラフマーストラ』で悪役のジュヌーン役を演じ、ランビール・カプール、アーリヤー・バット、アッキネーニ・ナーガールジュナ、アミターブ・バッチャンと共演した。モウニーの演技は観客・批評家から絶賛されており、インディア・トゥデイは「悪役のモウニー・ロイは素晴らしい。彼女はキャリアを転換させる演技で、『Naagin』のスティグマを打ち破った」と批評している。2023年3月には「The Entertainers」の一員としてアクシャイ・クマール、ディシャ・パタニ、ノラ・ファテヒ、ソーナム・バージュワ、アパルシャクティ・クラーナー、ステビン・ベン、ザーラー・S・カーンと共にアメリカ公演を行った。

## パブリック・イメージ

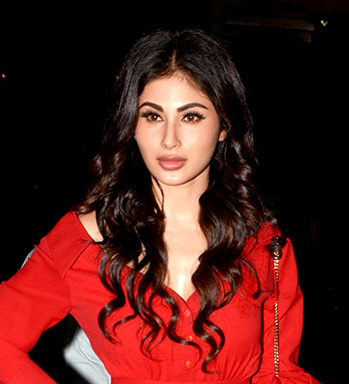
『Gold』特別上映会に出席するモウニー・ロイ（2018年）

モウニー・ロイは、インドで最も人気があり、最も高額な出演料を受け取っているテレビ女優の一人としての地位を確立している。ザ・タイムズ・オブ・インディアはモウニーが『Naagin』にとっての「ゲームチェンジャー的存在だった」と評しており、フィルムフェアは『ブラフマーストラ』において、モウニーが「正真正銘の映画の主役だった」と評している。また、フィナンシャル・エクスプレスは『ブラフマーストラ』のジュヌーンが「これまでのボリウッド映画の中で最高の悪役」と評価している。ザ・タイムズ・オブ・インディアの「好ましい女性50」に何度も選出されており、2017年に35位、2018年に32位、2019年に41位、2020年に44位にランクインしている。また、2017年には「テレビに出演する好ましい女性20」の第3位にランクインしている。このほか、ブライアン&キャンディ、ジョイ・グローバルなど複数のブランドのエンドーサーになっている。
社会活動にも積極的に参加しており、CIVID-19パンデミックの際には生活が困窮した人々のために多額の寄付を行っている。2020年にサイクロン・アンファンがインドの上陸した際には、NGO団体と協力して災害支援金を得るために絵画をオークションに出品し、2021年にはマヤープルの医療施設を支援するためにクリシュナ意識国際協会に寄付を行った。2022年には、夫スーラジ・ナンビアルと共同で国際教育プラットフォーム「Ultimate Gurus」を設立した。また、アラブ首長国連邦を頻繁に訪れており、ゴールデン・ビザを所有している。

## フィルモグラフィー

### 映画
| 年   | 作品名              | 役名                             | 備考                                          | 出典   |
| ---- | ------------------- | -------------------------------- | --------------------------------------------- | ------ |
| 2004 | Run                 |                                  | 挿入曲「Nahin Hona Nahin Hona」シーン出演     |        |
| 2011 | Hero Hitler in Love | サヒバン                         | パンジャーブ語映画                            | [ 65 ] |
| 2016 | Mahayoddha Rama     | シーター                         | アニメ映画                                    | [ 66 ] |
| 2016 | Tum Bin II          | 本人役                           | 挿入曲「Nachna Aaonda Nahin」シーン出演       |        |
| 2018 | Gold                | モノビナ・ダス                   |                                               | [ 67 ] |
| 2018 | K.G.F: CHAPTER 1    | ルーシー                         | 挿入曲「Gali Gali」のヒンディー語版シーン出演 |        |
| 2019 | Romeo Akbar Walter  | シュラッダー・"パルル"・シャルマ |                                               | [ 68 ] |
| 2019 | Made in China       | ラクミニ・メータ                 |                                               | [ 69 ] |
| 2020 | London Confidential | ウマ・クルカルニー               |                                               | [ 70 ] |
| 2021 | Velle               | ロヒニ・ロイ                     |                                               | [ 71 ] |
| 2022 | ブラフマーストラ    | ジュヌーン                       |                                               | [ 72 ] |

### テレビ
| 年        | 作品名                                    | 役名                       | 備考        | 出典                               |
| --------- | ----------------------------------------- | -------------------------- | ----------- | ---------------------------------- |
| 2006–08   | Kyunki Saas Bhi Kabhi Bahu Thi            | クリシュナ・トゥルシー     |             |                                    |
| 2008      | Kaho Na Yaar Hai                          | 出場者                     | エピソード5 |                                    |
| 2008      | Kasturi                                   | シヴァーニー・サバルワール |             |                                    |
| 2008      | Zara Nachke Dikha                         | 出場者                     | 優勝        |                                    |
| 2009      | Pati Patni Aur Woh                        | 出場者                     |             |                                    |
| 2010      | Do Saheliyaan... Kismat Ki Kathputaliyaan | ループ                     |             |                                    |
| 2010      | Sshhh... Phir Koi Hai- Trittya            | コエナ                     |             |                                    |
| 2011-14   | Devon Ke Dev...Mahadev                    | シーター                   |             |                                    |
| 2012-13   | Junoon – Aisi Nafrat Toh Kaisa Ishq       | メーラ                     |             |                                    |
| 2014      | Jhalak Dikhhla Jaa 7                      | 出場者                     | 第4位       |                                    |
| 2015-16   | Naagin 1                                  | シヴァニヤ                 |             |                                    |
| 2016-17   | Naagin 2                                  | シヴァンギ、シヴァニヤ     |             |                                    |
| 2017      | Lip Sing Battle                           | 出場者                     |             |                                    |
| 2018-19   | Naagin 3                                  | シヴァンギ、シヴァニヤ     | カメオ出演  |                                    |
| 2022-現在 | Dance India Dance Li'l Masters 5          | 審査員                     |             |                                    |
| 2023      | Dance Bangla Dance Season 12              | 審査員                     |             | [ 73 ] [ 74 ] [ 75 ] [ 76 ] [ 77 ] |

### ミュージックビデオ
| 年   | 曲名                      | 歌手                                                             | 出典   |
| ---- | ------------------------- | ---------------------------------------------------------------- | ------ |
| 2020 | Holi Mein Rangeele        | ミカ・シン、アビナウ・シェーカル                                 | [ 78 ] |
| 2020 | Bheegi Bheegi Raaton Mein | ナーカーシュ・アズィーズ、モウニー・ロイ                         | [ 79 ] |
| 2021 | Patli Kamariya            | タニシュク・バーグチー、スク-E、パラームパーラー・タンダン       | [ 80 ] |
| 2021 | Baithe Baithe             | ステビン・ベン、ダニシュ・サブリ、アイシュワリヤー・パンディット | [ 81 ] |
| 2021 | Disco Balma               | アシーズ・コウル、メロウ・D                                      | [ 82 ] |
| 2021 | Dil Galti Kar Baitha Hai  | ジュビン・ナウティヤル                                           | [ 83 ] |
| 2021 | Jodaa                     | アフサナ・カーン                                                 | [ 84 ] |
| 2022 | Poori Gal Baat            | タイガー・シュロフ                                               | [ 85 ] |
| 2022 | Gatividhi                 | ヨー・ヨー・ハニー・シン                                         | [ 86 ] |
| 2022 | Fakeeran                  | ザーラー・S・カーン                                              | [ 87 ] |
| 2023 | Dotara                    | パヤル・デーヴ、ジュビン・ナウティヤル                           | [ 88 ] |

## 受賞歴

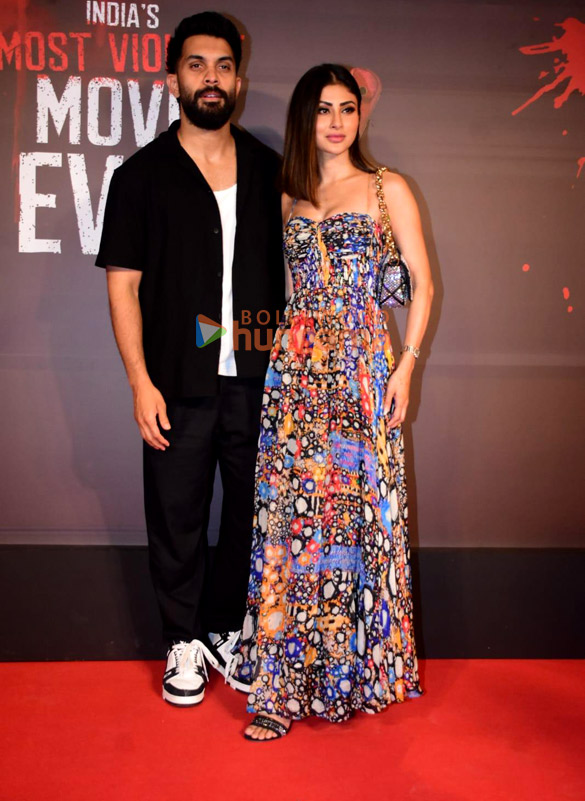
スーラジ・ナンビアル、モウニー・ロイ夫妻（2024年）

| 年                                                   | 部門                                             | 作品名                         | 結果             | 出典             |
| フィルムフェア賞                                     | フィルムフェア賞                                 | フィルムフェア賞               | フィルムフェア賞 | フィルムフェア賞 |
| ---------------------------------------------------- | ------------------------------------------------ | ------------------------------ | ---------------- | ---------------- |
| 2019年                                               | 新人女優賞                                       | Gold                           | ノミネート       | [ 89 ]           |
| 2023年                                               | 助演女優賞                                       | ブラフマーストラ               | ノミネート       | [ 90 ]           |
| 国際インド映画アカデミー賞                           |                                                  |                                |                  |                  |
| 2023年                                               | 助演女優賞                                       | ブラフマーストラ               | 受賞             | [ 91 ]           |
| ジー・シネ・アワード                                 |                                                  |                                |                  |                  |
| 2019年                                               | 新人女優賞                                       | Gold                           | ノミネート       | [ 92 ]           |
| スター・スクリーン・アワード                         |                                                  |                                |                  |                  |
| 2018年                                               | エスニック・スタイル女優賞                       | Gold                           | 受賞             | [ 93 ]           |
| ビッグ・スター・エンターテインメント・アワード       |                                                  |                                |                  |                  |
| 2016年                                               | テレビ女優賞                                     | Naagin                         | 受賞             | [ 94 ]           |
| インド・テリー賞                                     |                                                  |                                |                  |                  |
| 2006年                                               | 新人女優賞                                       | Kyunki Saas Bhi Kabhi Bahu Thi | ノミネート       | [ 95 ]           |
| インド・テレビジョン・アカデミー賞                   |                                                  |                                |                  |                  |
| 2016年                                               | 主演女優賞                                       | Naagin                         | 受賞             | [ 96 ]           |
| 2017年                                               | 主演女優賞                                       | Naagin 2                       | ノミネート       | [ 97 ]           |
| ゴールド・アワード                                   |                                                  |                                |                  |                  |
| 2016年                                               | 主演女優賞                                       | Naagin                         | 受賞             | [ 98 ]           |
| 2017年                                               | 主演女優賞                                       | Naagin 2                       | 受賞             | [ 99 ]           |
| 2017年                                               | フェイス・オブ・ザ・イヤー                       | N/A                            | 受賞             | [ 99 ]           |
| 2018年                                               | テレビ出身の有望映画俳優賞                       | N/A                            | 受賞             | [ 100 ]          |
| ニコロデオン・キッズ・チョイス・アワード・インディア |                                                  |                                |                  |                  |
| 2016年                                               | スマイル賞                                       | N/A                            | 受賞             |                  |
| ETCボリウッド・ビジネス賞                            |                                                  |                                |                  |                  |
| 2019年                                               | 新人女優賞                                       | Gold                           | 受賞             |                  |
| ボリウッド・ハンガマ・スタイルアイコン賞             |                                                  |                                |                  |                  |
| 2023年                                               | スタイリッシュ・モールド・ブレイキング・スター賞 | N/A                            | ノミネート       | [ 101 ]          |
| 2023年                                               | スタイリッシュ・ホート・ステッパー賞             | N/A                            | 受賞             | [ 101 ]          |
| ピンクヴィッラ・スタイルアイコン賞                   |                                                  |                                |                  |                  |
| 2023年                                               | モールド・ブレイカー女優賞                       | N/A                            | 受賞             | [ 102 ]          |